# Brachymyrmex bahamensis
Brachymyrmex bahamensis (лат.) — вид мелких муравьёв рода Brachymyrmex из подсемейства формицины (Plagiolepidini). Багамские Острова (остров Андрос; Эксума).

## Описание
Мелкие муравьи (длина тела рабочих 2—3 мм) желтоватой окраски. Brachymyrmex bahamensis похож на Brachymyrmex termitophilus тем, что у обоих видов скапусы усиков превышают задний край головы на длину, меньшую, чем максимальный диаметр глаза, мезонотум не выпуклый дорсально над переднеспинкой, на мезосоме имеются прямые или субпрямые волоски, брюшко с густым опушением, а цвет тела желтоватый. Однако уникальной особенностью Brachymyrmex bahamensis является наличие примерно шести прямых волосков на переднеспинке и двух на мезонотуме, которые очень длинные, примерно в два раза длиннее максимального диаметра глаза. Brachymyrmex bahamensis также похож на Brachymyrmex heeri, но у этого последнего вида мезонотум выпуклый в дорсальной части над переднеспинкой. Усики 9-члениковые, булава отсутствует. Жала нет.